# Бостанський сільський округ
Боста́нський сільський округ (каз. Бостан ауылдық округі, рос. Бостанский сельский округ) — адміністративна одиниця у складі Каракіянського району Мангистауської області Казахстану. Адміністративний центр — село Бостан.
Населення — 2028 осіб (2021; 1876 у 2009, 1539 у 1999, 1640 у 1989).
Станом на 1989 рік існувала Октябрська сільська рада (села Каракудук, Кзил-Су, Октябрське). Села Бостанкум та Кизилсу були ліквідовані 2018 року.

## Склад
До складу округу входять такі населені пункти:
| Населений пункт | Колишні назви | Населення, осіб (1989) | Населення, осіб (1999) | Населення, осіб (2009) | Населення, осіб (2021) |
| --------------- | ------------- | ---------------------- | ---------------------- | ---------------------- | ---------------------- |
| Бостан, село    | Октябрське    | 734                    | 1114                   | 1626                   | 2028                   |
| Бостанкум, село | Каракудук     | 487                    | 171                    | 193                    | -                      |
| Кизилсу, село   | Кзил-Су       | 419                    | 254                    | 57                     | -                      |